# Choctaw Academy
Choctaw Academy var en internatskola i nuvarande Scott County i Kentucky, som huvudsakligen undervisade pojkar ur Choctawnationen. Det låg på dåvarande gården Blue Springs,  omkring åtta kilometer nordväst om Great Crossings.
Skolan invigdes 1825. Den drevs fram till 1848, men choctaweleverna flyttade därifrån till nyöppnade skolor i Oklahoma redan 1842. Choctaw Academy var på sin tid den främsta utbildningsanstalten för indianer i USA. Den finansierades indirekt av Choctawnationen genom federala medel som utgjordes av årliga utbetalningar enligt Washingtonfördraget 1825. Enligt Artikel 2 i detta fördrag åtog sig den amerikanska federala regeringen att utbetala till Choctawnationen 6.000 dollar årligen för all framtid. Där noterades att det överenskommits att detta belopp under 20 år framåt skulle användas av USA:s president för att stödja skolor inom Choctawnationen. 
Indianagenten för Choctaw, som sorterade under krigsministeriet, tog kontakt med en baptistpastor och med Kentuckypolitikern – och senare vicepresidenten – Richard Johnson, och informerade dem om att choctawhövdingarna önskade använda medlen till utbildning av Choctawnationens ungdomar, som skulle arrangeras av baptisternas missionssällskap. Richard Johnson svarade omedelbart att han tidigare haft en missionsskola på sin gård Blue Springs och att han var villig att ta emot choctawerna. Johnson hade stort inflytande och goda kontakter med högt placerade regeringspersoner och baptistledare. Krigsministeriet accepterade direkt Johnsons förslag att upprätta skolan på Blue Springs, och detta gjorde också Choctawnationens ledare och baptisternas generalförsamling.
Choctaw Academy öppnade 1825 med 21 choctawelever. Skolan fungerade annorlunda än de vanliga missionsskolorna för indianer: den hade ett bredare undervisningsschema och drevs med väsentligt inflytande från choctawernas ledare. Till förste rektor utsågs baptistpastorn Thomas Henderson (1781–1846) i Great Crossings. Som mest hade skolan 188 elever 1835. Då gick där, förutom choctawer, också bland annat creeker, pottawatomier, osager, seminoler, cherokeser och chickasawer.

## Undervisningsämnen
Till en början undervisade at Choctaw Academy i engelsk grammatik, geografi, skrivning, räkning, praktiskt lantmäteri, astronomi, naturfilosofi, historia, moralfilosofi Och sång. Från 1833 inkluderades också viss utbildning i praktiska ämnen: trädgårdsodling, smide och tillverkning av skor, kläder och vagnar.

## Avveckling och senare choctawskolor
Skolan hade ordningsproblem och finansiella problem under slutet av 1830-talet. Richard Johnson, som vid denna tid vistades permanent i Washington D.C. som vicepresident, tog då initiativ till att anställa Peter Pitchlynn som rektor. Denne agerade, tvärt emot Johnssons vilja, för att avskaffa skolan som en choctawerskola och flyttade i två omgångar eleverna från choctawerna till det sedan 1830-talet upprättade indianreservatet för choctawer i Indianterritoriet i nuvarande sydöstra Oklahoma. Därmed försvann den främsta finansieringskällan. År 1842 var bara ett fåtal studenter från andra indianfolk kvar som elever, och 1848 upphörde skolan helt, efter att de sista 13 eleverna, som var från Chickasawfolket, utexaminerades.
Peter Pitchlynn hade i Oklahoma utarbetat en ambitiös utbildningspolitik för både gossar och flickor, som antogs av choctawernas högsta råd och som implementerades under ledning av Presbyterianska kyrkans yttre mission. Som direkt ersättare för av Choctaw Academy i Blue Springs i Kentucky inrättades Spencer Academy i nuvarande Spencerville. Skolsystemet stängdes under Amerikanska inbördeskriget. Skolorna kom igång igen efter kriget, nu med Choctawnationen i Oklahoma som huvudman. Tillkomsten av Oklahoma som delstat 1907 medförde att chowtawerna fråntogs huvudmannaskapet över skolorna, och internatskolorna som skolform upphörde efter hand. Jones Academy har dock överlevt såsom ett internat, med eleverna undervisade i ordinarie skolor i den närbelägna orten Haworth.

## Byggnaderna
Skolans huvudbyggnad uppfördes 1825 i kallsten och var tvåvåningsbyggnad med en vindsvåning. Den började med 25 choctawpojkar och kom i slutet att ha 188 elever från tio indianfolkgrupper, bland andra indiannationerna Creeker, Pottawatamier, Cherokeser och Osager. 
Idag kvarstår en förfallen byggnad, vilken tros ha varit ett elevhem.